# Pithecellobium cochliacarpum
Pithecellobium cochliacarpum là một loài thực vật có hoa trong họ Đậu. Loài này được (Gomes) J.F. Macbr. miêu tả khoa học đầu tiên năm 1919.